# Aleksander Jevšek
Aleksander Jevšek, slovenski policist, pravnik, politik in veteran vojne za Slovenijo, * 21. julij 1961, Slovenj Gradec.
Jevšek je bil vodja kriminalistične policije v Policijski upravi Celje (1997–99), direktor Policijske uprave Murska Sobota (1999–2006), direktor Policijske uprave Ljubljana (2006) in 1. februarja 2007 je postal direktor Uprave kriminalistične policije Generalne policijske uprave Slovenije. Upokojil se je januarja 2011.
Je predsednik Društva kriminalistov Slovenije. Na državnozborskih volitvah leta 2011 je kandidiral na listi LDS. Na lokalnih volitvah 2014 je bil kot član Socialnih demokratov izvoljen na mesto župana Mestne občine Murska Sobota, ponovno pa tudi leta 2018.
1. junija 2022 je postal minister brez listnice, pristojen za razvoj, strateške projekte in kohezijo v vladi Roberta Goloba. S tem mu je prenehal županski mandat, začasno ga je nasledil podžupan Zoran Hoblaj. Jevšek se je 8. oktobra 2022 na kongresu SD neuspešno potegoval za mesto podpredsednika stranke. 24. januarja 2023 je bil ob rekonstrukciji vlade imenovan na mesto ministra za kohezijo in regionalni razvoj Republike Slovenije.
Na evropskih volitvah 2024 je kandidiral na tretjem mestu liste Socialnih demokratov. Za evroposlanca ni bil izvoljen, dobil pa je 2.882 preferenčnih glasov volivcev.